# Ashleigh McIvorová
Ashleigh McIvorová (* 15. září 1983 Vancouver) je bývalá kanadská skikrosařka.
Vyhrála mistrovství světa v akrobatickém lyžování 2009, byla druhá na X Games 2010 a v celkové klasifikaci Světového poháru 2009/10. Při olympijské premiéře skikrosu na zimních hrách 2010 na domácí půdě ve Vancouveru získala zlatou medaili.
V roce 2011 utrpěla zranění předního zkříženého vazu, kvůli kterému musela o rok později ukončit sportovní kariéru. Působí jako reklamní modelka a komentátorka sportovních přenosů pro Canadian Broadcasting Corporation. Jejím manželem je od roku 2013 bývalý americký fotbalový reprezentant Jay DeMerit.